# Manuel de Melo e Simas
Se procura o Conselheiro Melo e Simas, veja Manuel Maria de Melo e Simas.
Manuel Soares de Melo e Simas (Horta, 10 de julho de 1870 — Lisboa, 10 de agosto de 1934) foi um oficial do Exército Português, astrónomo e político. Atingiu o posto de coronel de artilharia, mas dedicou a maior parte da sua carreira à astronomia, prestando serviço no Observatório Astronómico de Lisboa. Republicano, foi Ministro da Instrução Pública durante a Primeira República Portuguesa. Colaborou no Boletim da Universidade Livre  publicado entre 1914 e 1916.

## Biografia
Conclui o ensino secundário no Liceu Nacional da Horta, que frequentou de 1881 a 1887, matriculando-se seguidamente nos preparatórios da Universidade de Coimbra, onde em 1889 concluiu os preparatórios para a arma de Artilharia. Matriculou-se seguidamente na Escola Militar onde concluiu o curso de Artilharia.
Iniciou a sua carreira militar como alferes em 1893, passando à reserva no posto de coronel a que havia sido promovido em 1922. Serviu em várias unidades militares de Artilharia onde se distinguiu pela resolução de alguns problemas de tiro. Durante a Primeira Guerra Mundial, integrou o Corpo Expedicionário Português em França (1917-1919), interrompendo o serviço que prestava no Observatório Astronómico de Lisboa. O seu desempenho no Corpo Expedicionário Português levou a que fosse condecorado com a comenda da Ordem do Império Britânico (do Reino Unido), com a Legião de Honra (da França) e com a Medalha Comemorativa da Expedição à França, a Medalha da Vitória e o grau prata da Medalha de Comportamento Exemplar.
Desde muito jovem demonstrara apetência pelo estudo das matemáticas e da astronomia, dedicando-se como amador ao cálculo de órbitas de corpos celestes. Estando colocado em Lisboa, em 1905 frequentou o curso de Astronomia na Escola Politécnica. Essa sua paixão pela astronomia levou a que em 1911 interrompesse o serviço militar ativo e fosse colocado em comissão de serviço no Observatório Astronómico de Lisboa, instalado na Tapada da Ajuda, como astrónomo de 1.ª classe supranumerário. Viria a desenvolver quase toda a sua carreira naquela instituição, apenas interrompida pela sua mobilização para a Grande Guerra, atingindo a posição de subdiretor do Observatório em 1931.
Dedicou-se principalmente à observação de cometas e asteroides e à determinação dos elementos das suas órbitas e à observação de ocultações e de estrelas variáveis. Obteve grande nomeada com o cálculo orbital do asteroide 478 Tergeste. Foi pioneiro em Portugal no estudo e divulgação da teoria da relatividade. Realizou na Universidade Livre de Lisboa uma série de 13 conferências, entre 19 de novembro de 1922 e 27 de março de 1923, com o tema geral «Relatividade : sua noção e preceitos».
Considerado individualidade destacada no mundo científico internacional, deixou volumosa colaboração em revistas da especialidade sobre temas de astronomia e de cosmologia. Também publicou vários artigos sobre ciências militares, colaborando na Revista de Artilharia (1906-1907). Também se dedicou à divulgação científica, publicando múltiplas obras destinadas ao grande público e às escolas sobre temas de astronomia, cosmologia e física. Nesse campo, colaborou em diversas publicações, entre as quais os periódicos Sociedade Futura e O Século, e em jornais açorianos como o Diários dos Açores, A Folha, O Fayalense, Gazeta de Notícias e O Telégrafo.
Foi eleito sócio-correspondente da Academia das Ciências de Lisboa em 1907 e sócio efetivo em 1931, passando a ocupar a cadeira 18 (Ciências Matemáticas). Foi sócio fundador da Academia das Ciências de Portugal, com o número 48, e presidente da sua secção de Cosmologia. Entre outras sociedades científicas, foi sócio da Sociedade Astronómica de Espanha e América (Sociedade Astronomica de España y América) e da Sociedade Astronómica de França (Société astronomique de France), de que foi um dos fundadores.
Também se dedicou à política, tendo inicialmente adotado uma posição próxima do Partido Progressista, mas depois aderindo ao Partido Republicano Português e depois ao Partido Democrático. Nas eleições de agosto de 1906 foi eleito deputado às Cortes, como independente próximo dos progressista, numa altura em que nos Açores se reclamava a presença na Câmara de Deputados de alguém que conhecesse a problemática das ilhas e tivesse influência social e intelectual para defender os interesses locais. Após a implantação da República Portuguesa, foi eleito senador pelo círculo da Horta em 1915, nas listas do Partido Democrático. Em 1923 foi ministro da Instrução Pública no governo presidido por António Ginestal Machado. Foi membro da Federação Nacional Republicana, desde 1919, tendo integrado o conselho central da sua Comissão Política.
Para além das condecorações que recebeu pela sua ação como militar foi também feito comendador da Ordem de Cristo e grande oficial da Ordem de Avis.

## Obras publicadas
Melo e Simas deixou uma vastíssima obra publicada, dispersa por múltiplos periódicos e revistas científicas. Entre muitas outras, é autor das seguintes obras:

- (1896) Méthodes pour observer le soleil. Les Sciences Populaires (2.ª série), 4: 129-133. [assinado em Ponta Delgada].
- (1901) Über die Nova Persei. Astronomische Nachrichten, 155: 237. (Preliminary light curve of Nova Persei by father J. S. Hagen, Georgetown Observatory circulars de 1901).
- (1901) Elements of planet (202) Chriseis. Astronomische Nachrichten, 157: 147.
- (1902) Elements of planet (478) Tergeste. Astronomische Nachrichten, 158: 379.
- (1902) Elements and ephemeris of planet (478) Tergeste, opposition 1902-03. Ephmeriden Zircular der Astronomische Nachrichten, 26.
- (1902) Elements and ephemeris of planet 1901 GU. Ephmeriden Zircular der Astronomische Nachrichten, 33.
- (1902) Observations of variable stars of long period. Annals of the Astronomical Observatory of Harvard College, Cambridge, Mass., 37, 2: 204 e segs..
- (1903) Definitive orbit elements of comet 1900 II. Astronomische Abhandlungen zu den  Astronomische Nachrichten, 4: 1-16.
- (1903) Vulcanismo nos Açores. Álbum Açoriano. Lisboa, Editores Oliveira e Baptista: 481-484.
- (1904) Elements and ephemeris of planet (478) Tergeste, opposition 1902-03.  Astronomische Nachrichten, 160: 379.
- (1905), Osculating elements and ephmeris of planet (478) Tergeste. Ephmeriden Zirkular der  Astronomische Nachrichten, 56.
- (1905), Elements and ephemeris of planet (478) Tergeste. Ephmeriden Zirkular der  Astronomische Nachrichten, 133.
- (1906), Influencia da altitude sobre o angulo de tiro das bôcas de fogo de costa. Revista de Artilharia, 29: 189-203 [ano III, Novembro].
- (1907), Sobre a escolha de bôcas de fogo de grosso calibre e tiro tenso para o Campo Entrincheirado de Lisboa. Revista de Artilharia, 31: 318-333 [ano III, Janeiro].
- (1908), Correcção do 3.º termo da precessão para astros compreendidos entre os paralelos 72º e 80º de declinação Sul. Trabalhos da Academia de Sciencias de Portugal, (1), 1: 57-62.
- (1908), Sobre o desenvolvimento scientifico e as relações intimas entre as diversas sciencias, Trabalhos da Academia de Sciencias de Portugal, (1), 1: 300-301. [comunicação à Academia de Sciencias de Portugal].
- (1908), Sobre a precisão dos methodos scientificos, Trabalhos da Academia de Sciencias de Portugal, (1), 1: 302-303. [comunicação à Academia de Sciencias de Portugal].
- (1910), Eléments elliptiques de la comète 1910a.  Astronomische Nachrichten, 190, 6, 95-98.
- (1911), Relação entre a Astronomia e os phenomenos sismicos. Trabalhos da Academia de Sciencias de Portugal,, (1), 2: 11-25. [conferência realizada em sessão de 8 de Junho de 1909].
- (1912), Observações de Marte. Revista de la Sociedade Astronomica de España y América, 11: 17-20.
- (1912), Eléments définitifs de l’orbite de la comète 1910a. Abdruck aus den Astronomische Nachrichten, Bd. 192.
- (1912), Sur les solutions multiples du problème des orbites cométaires. Astronomische Nachrichten, 192, 4605: 192.
- (1912), Os eclipses do Sol e da Lua. Lisboa, Universidade Livre, coleção «Para a educação popular». [8.ª lição efetuada em 7 de Abril].
- (1912), Sur les éléments définitifs de l’orbite de la comète 1910a. Astronomische Nachrichten, 4632: 441.

(1913), Utilidade da Astronomia. Grandesa e magnificencia do Universo. Idéa geral da distribuição dos mundos. Lisboa, Universidade Livre. [1.ª lição; edição correcta e aumentada com a 1.ª lição efectuada na filial de Leiria em 31 de janeiro]. 
- (1912), Noções gerais de telegrafia sem fios, Bibliotheca do Povo e das Escolas, n.º 234, Lisboa, A Editora Limitada [oferecido à Academia na sessão de 3 de julho de 1913].
- (1914), Movimentos proprios de quarenta estrellas circumpolares austraes. Lisboa, Academia Real das Ciências de Lisboa. [Memórias da Academia Real das Sciencias de Lisboa, (n. s.), Tomo VII (1.ª classe, Sciencias Mathematicas, Physicas e Naturaes), p. II: 1-23 [A numeração dos artigos nestas Memórias é autónoma].
- (1914), Nota sobre a provavel ellipticidade do cometa 1910a. Memórias da Academia Real das Sciencias de Lisboa, (n. s.), Tomo VII (1.ª classe, Sciencias Mathematicas, Physicas e Naturaes), p. II: 1-4 [A numeração dos artigos nestas Memórias é autónoma].
- (1914), Observations de l’ascencion droite de quelques étoiles fondamentales. Revista de la Sociedade Astronomica de España y América, 35: 57-59.
- (1915), Poincaré e a sua obra. Trabalhos da Academia de Sciencias de Portugal, (1), 2, 2: 17-19. [Conferência proferida em sessão de 30 de Julho de 1912].
- (1915), O aeroplano Gouvêa. Trabalhos da Academia de Sciencias de Portugal, (1), 2, 2: 51-55. [Em colaboração com Alfredo Schiappa Monteiro e António dos Santos Lucas; relatório acerca da sua memória descritiva apresentado e subscrito em sessão de 11 de janeiro de 1910; Mello e Simas foi relator].
- (1915), O cometa Halley : A sua influência sôbre a Terra. Trabalhos da Academia de Sciencias de Portugal, (1), 3: 399-422. [Conferência realizada em 3 de maio de 1910; este assunto, tratado de forma mais sucinta, foi objecto de Manifesto da Academia que o Ministério do Reino mandou publicar em apêndice ao Diário do Governo de 4 de maio de 1910].
- (1916), Comunicação sobre observação por ele feita do último eclipse do Sol (resumo), Academia das Sciências de Lisboa, Actas das Assembleias Gerais, 3: 103-106 [Sessão de 2 de maio de 1912].
- (1918), [Comunicação acerca do fenómeno da atracção luni-solar sobre o globo terrestre (resumo)]. Academia das Sciências de Lisboa, Actas das Assembleias Gerais, 4: 54-55 [sessão de 3 de julho de 1913].
- (1920), As classes médias e a questão económica. Lisboa, Federação Nacional Republicana. [extracto da conferência realizada no Centro da Federação Nacional Republicana, na noite de 11 de dezembro].
- (1922), A Teoria da Relatividade. Dados astronómicos para os Almanaques de 1924 (bissexto) para Portugal. Lisboa, Observatório Astronómico de Lisboa (Tapada): 43-57.
- (1924), Planète 1924 TD (Baade).  Astronomische Nachrichten, 223: 197.
- (1925), Planète 1924 TD (Baade). Astronomische Nachrichten, 224: 63.
- (1925), Observations des comètes. Astronomische Nachrichten, 225: 255.
- (1925), Planète 1924 TD (Baade). Astronomische Nachrichten, 225: 273.
- (1925), Observations des comètes. Astronomische Nachrichten, 225: 213.
- (1925), Elements de l’orbite de la comète 1925 (b) Reid. Beobachtungs-Zircular des  Astronomische Nachrichten für 1925.
- (1926), Ocultação de uma estrela por Júpiter. Jornal de Sciencias Mathematicas, Physicas e Naturaes, (3), 5, 19: 115-122.
- (1926), Note sur la planète Baade. Jornal de Sciencias Mathematicas, Physicas e Naturaes, (3), 5, 19 [Tomo V da 3.ª série, Outubro de 1924 a Janeiro de 1927]: 123-134. [datado pelo autor em 1925, Abril, 2].
- (1926), Éléments de la comète 1926 f (Comas Solá).  Astronomische Nachrichten, 229: 123
- (1926), Observations de comètes et de planètes. Astronomische Nachrichten, 229: 241.
- 1927), Observations de la comète 1926 f (Comas Solá). Astronomische Nachrichten, 229: 271.
- (1927), Observations de la comète 1926 f (Comas Solá). Astronomische Nachrichten, 230: 439.
- (1927), Sur la comète 1890 VII (Spitaler). Astronomische Nachrichten, 230: 287.
- (1927), Ocultação de Marte pela Lua, 1924, Novembro 5. Jornal de Sciencias Mathematicas, Physicas e Naturaes, (3), 5, 20 [Tomo V da 3.ª série, Outubro de 1924 a Janeiro de 1927]: 181-182 [datado pelo autor em 1924, Novembro, 6].
- (1927), Ocultação de uma estrêla por Júpiter. Jornal de Sciências Maemáticas, Físicas e naturais, (3), 24, 19 [Tomo V da 3.ª série, Outubro de 1924 a Janeiro de 1927]: 115-122 [datado pelo autor em 1924, Janeiro 3].
- (1929), La comète 1927 c (Pous-Winnecke) et la paralaxe solaire.  Astronomische Nachrichten, 235: 337-350.
- (1930), Nota sobre o planeta Eros. Boletim da Academia das Ciências de Lisboa, (Nova Série), 2: 1653.
- (1931), [Discurso de agradecimento pela sua eleição para sócio efectivo]. Boletim da Academia das Ciências de Lisboa, (nova série), 3: 72-73.
- (1931), Parecer sobre as alterações do «calendário».Boletim da Academia das Ciências de Lisboa, (nova série),  3: 308-313.
- (1931), Observations de la planète 433 Eros.  Astronomische Nachrichten, 240: 239-243.
- (1931), Observations de la comète (Wilk) faites à l’Observatoire de Lisbonne (Tapada). Boletim da Academia das Ciências de Lisboa, (nova série), 3: 74-75.
- (1931), Elogio histórico de Frederico Oom. Boletim da Academia das Ciências de Lisboa, (nova série), 3: 600-626. [Sessão de 11. 6. 1931].
- (1932), Redução de ocultações incompletas de estrelas pela Lua. Boletim da Academia das Ciências de Lisboa, (nova série), 4: 166.
- (1932), Significado da palavra bilião. Boletim da Academia das Ciências de Lisboa, (nova série), 4: 352-354.
- (1932), Ascensions droites d?étoiles fundamentales. Bulletin de l’Observatoire Astronomique de Lisbonne (Tapada), 2: 7-16.
- (1933), Catalogação das fixas. Biblioteca de Altos Estudos, 7.
- (1933), Comunicações acêrca da chuva de estrelas cadentes de 9 de outubro de 1933. Boletim da Academia das Ciências de Lisboa, (nova série), 5: 330-334.
- (1933), Positions d’étoiles en ascension droite. Bulletin de l’Observatoire Astronomique de Lisbonne (Tapada), 3: 17-24.
- (1935), Positions d?étoiles en ascension droite. Bulletin de l’Observatoire Astronomique de Lisbonne (Tapada), 5: 33-39. [Publicação póstuma].
- (1936), Positions d’étoiles en ascension droite. Bulletin de l’Observatoire Astronomique de Lisbonne (Tapada), 6: 41-46. [Publicação póstuma].
- (1936), Positions d’étoiles en ascension droite. Bulletin de l’Observatoire Astronomique de Lisbonne (Tapada), 7: 47-53. [Publicação póstuma].
- (1937), Positions d’étoiles en ascension droite. Bulletin de l’Observatoire Astronomique de Lisbonne (Tapada), 8: 55-61. [Publicação póstuma].
- (1937), Positions d’étoiles en ascension droite. Bulletin de l’Observatoire Astronomique de Lisbonne (Tapada), 9: 63-69. [Publicação póstuma].

Entre muitos outros, é autor dos seguintes artigos de vulgarização científica:

- A Lua e as mudanças de tempo (1899). ‘’O Fayalense’’, Horta, (2.ª série), n.º 1, 5 de novembro de 1899  [também publicado na ‘’Gazeta de Notícias’’ , Angra do Heroísmo, n.ºs 2030 e 2031, edições de 13 e 14 de dezembro de 1899].
- Estrellas cadentes (1899). O Fayalense, Horta, (2.ª série), n.º 2, 12 de Novembro [Gazeta de Notícias (1899), Angra do Heroísmo, n.os 2008 e 2009, 16 e 17 de Novembro].
- O sol e presente inverno (1899). O Fayalense, Horta, (2.ª série), n.º 9, 31 de Dezembro: 1 [Gazeta de Notícias (1900), Angra do Heroísmo, n.º 2052, 11 de Janeiro].
- Eclipse do sol (1900). O Fayalense, Horta, (2.ª série), n.º 31, 3 de Junho: 2.
- Meteorologia nos Açores (1901). O Fayalense, Horta, (2.ª série), n.º 87, 28 de Junho: 4.
- Telegraphia sem fios (1902). O Fayalense, Horta, (2.ª série), n.º 135, 1 de Junho.
- Sobre vulcões (1902). O Fayalense, Horta, (2.ª série), n.º 140, 6 de Julho [Diário dos Açores, Ponta Delgada, n.º 3381, 30 de Julho de 1902 a n.º 3382 de 31 de Julho de 1902].
- Galileu (1903). A Folha, Ponta Delgada, n.º 15, 11 de Janeiro.
- Astrolomia e Astronogia (1903). A Folha, Ponta Delgada, n.º 17, 25 de Janeiro.
- Sobre os planetas pequenos (1903). A Folha, Ponta Delgada, n.º 19, 8 de Fevereiro.
- Sobre o movimento da Terra (1903). A Folha, Ponta Delgada, n.os 22 e 26, 1 e 29 de Março.
- A mulher na Astronomia (1903). A Folha, Ponta Delgada, n.º 60, 22 de Novembro.
- O espaço (1904). A Folha, Ponta Delgada, n.º 89, 19 de Junho.
- O Fayal e a cidade da Horta apreciados em Lisboa, pelo fayalense coronel Melo e Simas. O Telégrafo, Horta, n.º 9055, 12. 3. 1928 [parte do discurso proferido na inauguração da nova sede do Grémio dos Açores].